# Cumanagotos
Els cumanagotos eren una ètnia de la branca carib que vivia en el centre i centre-orient de Veneçuela fins a la costa del mar Carib al moment en què van arribar els europeus a Sud-amèrica. Vivien abans de res a la regió que avui dia és l'estat Anzoátegui.
El conquistador Garci González de Silva va realitzar en 1579 i 1580 dues expedicions d'atac contra els cumanagotos que habitaven a les valls del Tuy.
Alexander von Humboldt els va identificar com un dels principals grups indígenes en la província de Nova Andalusia. Van continuar sent un poble clarament diferent fins al cap de la Independència de Veneçuela. Pel 1822 hi havia uns 26 individus d'aquesta ètnia en la zona a l'oest de Cumaná. L'efímera Província de Nova Catalunya (1633-1654), fundada per Joan Orpí, també era coneguda com la "Província dels Cumanagotos". Va ser absorbida a la Nova província d'Andalusia el 1654. Es diu que el nom de la ciutat de Cagua a l'estat d'Aragua deriva de la paraula cumanagoto per a caragol,  Cahigua .
En l'actualitat, encara romanen en ciutats, poblats urbanitzats i rurals en la seva majoria a l'orient del país, ja integrats al model de societat occidental, però encara mantenint la seva cultura i costums.